# Cigánska pečienka
La cigánska pečienka /'tsigaːnska 'petʂɪenka/ (in italiano arrosto di zingaro), abbreviato e colloquiale la cigánska, è un fast food tipico slovacco e una prelibatezza di mercati, festi della vendemmia o mercatini di Natale. Il cibo è anche soprannominato "hamburger slovacco". Si tratta di fette di carne (carré da capocollo del suino, pancetta magra o in alternativa carne di pollo) marinato almeno per una notte e il brodo arrostito in grasso (lardo o olio) con cipolla che è posto in una žemla grande calda oliata e con senape strofinata.

## Storia
La cigánska pečienka come suggerisce il nome ha origine dalla cucina romaní e ne è anche il piatto tipico In passato, il cibo veniva preparato in occasione delle festività del Primo maggio nella Repubblica Socialista Cecoslovacca.